# 스타비스키
스타비스키(Stavisky...)는 이탈리아에서 제작된 알랭 레네 감독의 1974년 드라마 영화이다. 쟝 뽈 벨몽도 등이 주연으로 출연하였다.

## 출연

### 주연
- 쟝 뽈 벨몽도

### 조연
- 프랑수아 페리어
- 아니 뒤프레
- 마셀 론데일
- 로베르토 비사코

## 제작진
- 미술: 자크 솔니에
- 의상: 자클린 모로